# Велике Родне
Велике Родне (словен. Velike Rodne) — поселення в общині Рогашка Слатина, Савинський регіон, Словенія. Висота над рівнем моря: 342,7 м.